# Lee Isaac Chung
Lee Isaac Chung (nascut el 19 d'octubre de 1978) és un director de cinema i guionista nord-americà. El seu primer llargmetratge Munyurangabo (2007) va ser una Selecció Oficial al 60è Festival Internacional de Cinema de Canes i el primer llargmetratge narratiu en kinyarwanda. També va dirigir els llargmetratges Lucky Life (2010) i Abigail Harm (2012). La seva pel·lícula semi-autobiogràfica Minari (2020) va guanyar tant el Gran Premi del Jurat com el Premi del Públic al Festival de Cinema de Sundance 2020. Per Minari, va rebre nombrosos altres premis i nominacions importants, com ara el Globus d'Or a la millor pel·lícula de parla no anglesa i nominacions al Millor Director i Millor guió original als Premis Oscar de 2020.

## Primer anys i educació
Chung va néixer el 19 d'octubre de 1978, a Denver, a Denver, a una família de Corea del Sud. La seva família va viure breument a Atlanta abans de traslladar-se a una petita granja a la zona rural de Lincoln (Arkansas). Va estudiar Lincoln High School.
És un antic alumne del U.S. Programa Juvenil del Senat. Va assistir a la Universitat Yale per estudiar biologia a Yale, amb exposició al cinema mundial durant el seu últim any, va abandonar els seus plans per a la facultat de medicina per dedicar-se a la realització de pel·lícules. Més tard va cursar estudis de postgrau en cinema a la Universitat de Utah.

## Carrera
El debut com a director de Chung va ser Munyurangabo, una pel·lícula ambientada a Ruanda, una col·laboració amb estudiants d'una base internacional de socors a Kigali, la capital. Explica una història íntima sobre l'amistat entre dos nois després del genocidi ruandès. El 2006 Chung havia acompanyat a Ruanda la seva dona Valerie, una terapeuta artística, quan es va oferir voluntària per treballar amb els afectats pel genocidi de 1994. Va ensenyar una classe de realització de cinema a una base a Kigali. La pel·lícula va ser una oportunitat per presentar la realitat contemporània de Ruanda i oferir als seus estudiants una formació pràctica cinematogràfica. Després de desenvolupar un esquema de nou pàgines amb el coguionista Samuel Gray Anderson, Chung va rodar la pel·lícula durant 11 dies, treballant amb un equip d'actors no professionals que Chung va trobar als orfenats locals i amb els seus estudiants com a membres de la tripulació.
Munyurangabo es va estrenar al 60è Festival Internacional de Cinema de Canes com a Selecció Oficial i es va presentar com a selecció oficial als principals festivals de cinema d'arreu del món, inclòs el Festival Internacional de Cinema de Busan, el Festival Internacional de Cinema de Toronto, el Festival Internacional de Cinema de Berlín, el Festival Internacional de Cinema de Rotterdam, l'Ebertfest de Roger Ebert i l'AFI Fest a Hollywood, on va guanyar el Gran Premi del festival. Va ser una selecció oficial del New Directors/New Films Festival al Lincoln Center de Nova York i al Museu d'Art Modern de Nova York. La pel·lícula va rebre elogis de la crítica, i Chung va ser nominat als Premis Independent Spirit ("Someone to Watch", 2008) i els Premis Gotham.
La segona pel·lícula de Chung, Lucky Life (2010), es va desenvolupar amb el suport de Kodak Film i la Cinéfondation al Festival de Canes. Inspirada en la poesia de Gerald Stern, la pel·lícula es va estrenar al Tribeca Film Festival de Nova York de 2010 i s'ha projectat a festivals d'arreu del món.
La seva tercera pel·lícula, Abigail Harm (2012), està basada en el conte popular coreà "El llenyataire i la nimfa". És protagonitzada per Amanda Plummer, Will Patton i Burt Young i va ser produïda per Eugene Suen i Samuel Gray Anderson. Rodada a la ciutat de Nova York, la pel·lícula va formar part de la selecció oficial al Festival Internacional de Cinema de Busan, Festival de Cinema de Torí, San Diego Asian Film Festival, CAAMFest i va guanyar el Gran Premi i Millor Director al Festival de Cinema del Pacífic Asiàtic de Los Angeles.
A més de la realització de pel·lícules, Chung és mentor de joves cineastes ruandesos a través d'Almond Tree Rwanda, el lloc avançat de Rwanda de la seva productora als Estats Units, Almond Tree Films. Almond Tree Rwanda ha produït diversos curts de gran prestigi que han viatjat a festivals internacionals. Chung també va codirigir el 2015 el documental ruandès I Have Seen My Last Born amb Anderson. Produïda per Chung, Anderson, John Kwezi i Eugene Suen, la pel·lícula se centra en les relacions familiars i la història d'un supervivent del genocidi a l'actual Ruanda.
Va escriure i va dirigir la pel·lícula semiautobiogràfica Minari (2020), que va ser estrenada amb l'aclamació de la crítica. Chung va escriure la pel·lícula l'estiu del 2018, moment en què estava considerant retirar-se de la realització de pel·lícules i va acceptar una feina docent al campus d'Àsia de la Universitat de Utah a Incheon. Recordant aquest període, va dir: "Vaig pensar que només podria tenir una possibilitat de fer una altra pel·lícula... Necessitava fer-ho molt personal i incloure tot el que sentia".
El 2020, es va anunciar inicialment que Chung dirigiria i reescriuria l'adaptació en directe de la pel·lícula anime Your Name, substituint Marc Webb com a director. El juliol de 2021, Chung va abandonar el projecte, citant problemes de programació.
També està desenvolupant una pel·lícula romàntica ambientada a Nova York i Hong Kong, produïda per Plan B i MGM.

## Filmografia
| Any  | Títol                    | Director | Guionista | Productor       | Note                                  |
| ---- | ------------------------ | -------- | --------- | --------------- | ------------------------------------- |
| 2007 | Munyurangabo             | Sí       | Sí        | Sí              | També editor i director de fotografia |
| 2010 | Lucky Life               | Sí       | Sí        | Sí              | També editor                          |
| 2012 | Abigail Harm             | Sí       | Sí        | Sense acreditar | També editor i director de fotografia |
| 2015 | I Have Seen My Last Born | Sí       | No        | Sí              | Documental                            |
| 2020 | Minari                   | Sí       | Sí        | No              |                                       |
| 2024 | Twisters                 | Sí       |           |                 |                                       |

## Premis i nominacions
| Any  | Premi                                          | Categoria                                      | Treball nominat          | Resultat  | Ref.   |
| ---- | ---------------------------------------------- | ---------------------------------------------- | ------------------------ | --------- | ------ |
| 2007 | AFI Fest                                       | Gran Premi del Jurat                           | Munyurangabo             | Guanyador |        |
| 2007 | Festival Internacional de Cinema d'Amiens      | Premi SIGNIS                                   | Munyurangabo             | Guanyador |        |
| 2007 | Festival de Cinema de Canes                    | Un Certain Regard                              | Munyurangabo             | Nominat   |        |
| 2007 | Festival de Cinema de Canes                    | Caméra d'Or                                    | Munyurangabo             | Nominat   |        |
| 2007 | Premi Gotham                                   | Director avançat                               | Munyurangabo             | Nominat   |        |
| 2008 | Festival Internacional de Cine Contemporáneo   | Millor opera prima                             | Munyurangabo             | Guanyador |        |
| 2008 | Premis Independent Spirit                      | Premi Someone to Watch                         | Munyurangabo             | Nominat   |        |
| 2008 | Festival de Cinema de Sarasota                 | Llargmetratge narratiu                         | Munyurangabo             | Guanyador |        |
| 2010 | Festival Internacional de Cinema de Bratislava | Grand Prix                                     | Lucky Life               | Nominat   |        |
| 2010 | Tribeca Film Festival                          | Millor llargmetratge narratiu                  | Lucky Life               | Nominat   |        |
| 2013 | CAAMFest                                       | Millor narrativa                               | Abigail Harm             | Nominat   |        |
| 2013 | Los Angeles Asian Pacific Film Festival        | Millor Director - Narrativa                    | Abigail Harm             | Guanyador |        |
| 2013 | Los Angeles Asian Pacific Film Festival        | Millor llargmetratge narratiu                  | Abigail Harm             | Guanyador |        |
| 2015 | Los Angeles Asian Pacific Film Festival        | Millor documental                              | I Have Seen My Last Born | Nominat   |        |
| 2020 | Chicago Film Critics Association               | Premi Milos Stehlik al cineasta prometedor     | Minari                   | Nominat   |        |
| 2020 | Festival de Cinema Americà de Deauville        | Gran Premi Especial                            | Minari                   | Nominat   |        |
| 2020 | Florida Film Critics Circle                    | Millor director                                | Minari                   | Nominat   |        |
| 2020 | Florida Film Critics Circle                    | Millor guió                                    | Minari                   | Guanyador |        |
| 2020 | North Carolina Film Critics Association        | Millor guió original                           | Minari                   | Guanyador |        |
| 2020 | Sundance Film Festival                         | U.S. Dramatic Competition Gran Premi del Jurat | Minari                   | Guanyador | [ 17 ] |
| 2020 | Sundance Film Festival                         | U.S. Dramatic Competition Premi de l’Audiència | Minari                   | Guanyador | [ 17 ] |
| 2021 | Premis Globus d'Or                             | Millor pel·lícula estrangera                   | Minari                   | Guanyador | [ 18 ] |
| 2021 | National Board of Review                       | Millor guió original                           | Minari                   | Guanyador | [ 19 ] |
| 2021 | 'Premis Independent Spirit                     | Millor pel·lícula                              | Minari                   | Nominat   | [ 20 ] |
| 2021 | 'Premis Independent Spirit                     | Millor Director                                | Minari                   | Nominat   | [ 20 ] |
| 2021 | 'Premis Independent Spirit                     | Millor guió                                    | Minari                   | Nominat   | [ 20 ] |
| 2021 | Premis San Diego Film Critics Society          | Millor guió original                           | Minari                   | Guanyador | [ 21 ] |
| 2021 | Toronto Film Critics Association Awards        | Millor pel·lícula                              | Minari                   | Nominat   |        |
| 2021 | Toronto Film Critics Association Awards        | Millor director                                | Minari                   | Nominat   |        |
| 2021 | Toronto Film Critics Association Awards        | Millor guió                                    | Minari                   | Guanyador |        |
| 2021 | Premis Critics' Choice                         | Millor director                                | Minari                   | Nominat   | [ 22 ] |
| 2021 | Premis Critics' Choice                         | Millor guió original                           | Minari                   | Nominat   | [ 22 ] |
| 2021 | Premis Critics' Choice                         | Millor pel·lícula en llengua estrangera        | Minari                   | Guanyador | [ 22 ] |
| 2021 | Directors Guild of America Awards              | Millor direcció                                | Minari                   | Nominat   | [ 23 ] |
| 2021 | Premis BAFTA                                   | Millor pel·lícula de parla no anglesa          | Minari                   | Nominat   |        |
| 2021 | Premis BAFTA                                   | Millor director                                | Minari                   | Nominat   |        |
| 2021 | Premis Oscar de 2020                           | Millor director                                | Minari                   | Nominat   |        |
| 2021 | Premis Oscar de 2020                           | Millor guió original                           | Minari                   | Nominat   |        |
| 2021 | Detroit Film Critics Society                   | Millor director                                | Minari                   | Nominat   | [ 24 ] |
| 2021 | Detroit Film Critics Society                   | Millor guió original                           | Minari                   | Guanyador | [ 24 ] |